# Louise Nyholm Kallestrup
Louise Nyholm Kallestrup (født 1975) er dansk historiker. Hun er professor ved Syddansk Universitet og indtil 2022 leder af Center for Middelalder- og Renæssancestudier, og har specialiseret sig i senmiddelalderen og den tidlige moderne periode. Kallestrup tidlige forskning koncentrerede sig om komparative forskning i hekseprocesser i Danmark og Italien, og i det senere år har hun i særlig grad beskæftiget sig med dansk og nordeuropæiske trolddomsforfølgelser [1] [2]  . I hendes nuværende forskningsprojekt arbejder hun med Christian 4. og hekseforfølgelser. Hun har skrevet bredt om beslægtede emner som køn inden for rammen af retssager og urbanisering samt om dæmonologi [3]. I 2019 udgav hun sammen med to kolleger (Nils Arne Sørensen og Jesper Majbom Madsen) den anmelderroste Evighedernes By. Rom, en kulturhistorisk byhistorie. Bogen er den første i en serie af kulturhistoriske byportrætter udgivet på Gads Forlag.
Kallestrup var den første danske forsker til at få adgang til den Romerske Inkvisitions Arkiv i Vatikanet (Archivio della Congregazione per la Dottrina della Fede). Hun også været gæsteforsker ved Harvard University, Universitetet i Tampere (FI) og University of Melbourne. I 2017 blev hun udnævnt til en af Carlsbergfondets "Semper Ardens-forskere Arkiveret 31. maj 2019 hos  Wayback Machine" [8], og samme år optrådte hun på scenen i Historisk Talkshow, der var en række multimedieforestillinger i hele Danmark, der markerede 500-årsdagen for Reformationen. [9] [10 ]
Kallestrup er en hyppig brugt foredragsholder og kulturel kommentator i dansk presse og på radio. [4] [5] [6] [ 7] 

## Udvalgte publikationer
- 2005. De måske udstødte: Historiens marginale eksistenser. Aalborg Universitetsforlag.
- 2009. I pagt med djævelen. Trolddomsforfølgelser og trolddomsforestillinger i Danmark og Italien i den post-reformatoriske periode. Forlaget Anis.
- 2015. Agents of Witchcraft in Early Modern Italy and Denmark. (Palgrave Historical Studies in Witchcraft and Magic) Palgrave Macmillan.
- 2017. Contesting Orthodoxy in Medieval and Early Modern Europe: Heresy, Magic and Witchcraft. (Palgrave Historical Studies in Witchcraft and Magic) Palgrave Macmillan. Antologi medredigeret af Louise Nyholm Kallestrup og R. M. Toivo.
- 2017. Cultural Histories of Crime in Denmark 1500-2000. (Routledge Studies in Cultural History, 55) Routledge. Antologi medredigeret af Louise Nyholm Kallestrup, T. Krogh og C. Bundgaard.
- 2019. Evighedernes By: Rom. (Gads Forlag). Med Nils Arne Sørensen og Jesper Majbom Madsen.
- 2020. Heksejagt. 100 Danmarkshistorier. Aarhus Universitetsforlag.